# Фирд
Фирд (енгл. Fyrd) је англосаксонска реч која означава народну војску, општи позив састављен од наоружаних слободних сељака. Оваква војска постојала је у свим англосаксонским краљевинама у Енглеској у периоду од 6. до 11. века, све до норманског освајања Енглеске (1066).

## Позадина
После одласка Римљана из Британије (407. године) у Енглеској се формирао низ малих, локалних кнежевина, које су непрекидно међусобно ратовале. Током Велике сеобе народа, средином 5. века на територију Енглеске продиру германска племена Англи, Саксонци и Јити. До краја 6. века, они су овладали већим делом Енглеске и образовали седам својих ранофеудалних краљевина (Нортамбрија, Источна Англија, Весекс, Мерсија, Есекс, Кент и Сасекс)- период познат као доба хептархије. За време освајања Енглеске, та германска племена делом су уништила келтске и романске староседеоце, делом их потиснула на север (Каледонија) и запад (Камбрија, Велс, Корнвол) или приморала да се преселе на континент (у Бретању), а остатак, углавном, претворила у робове.

## Англосаксонска војска
Развој феудализма у Енглеској ишао је специфичним путем: његово главно обележје био је слободни сељак, са својим поседом - хајдом (енгл. hide). Обавеза 5-6 сељака-поседника, познатих у англосаксонској Енглеској као сеорли (енгл. ceorl), била је да у време рата дају по једног ратника. Временом, пошто су ратови постајали све чешћи, поред поседника хајда јавља се и племић-ратник - тен (енгл. thegn), коме је краљ за услуге у рату давао у посед пет и више пута већу земљу од оне коју је имао сеорл. Тако је почела феудална диференцијација. Она се посредно одражава и на војску. Племићи-ратници чине основу војске - краљеву дружину, а слободни сељаци, који су и даље обавезни да се одазову позиву у рат, чине општи позив - фирд (енгл. fyrd). Краљеви су имали и сталну војску коју су лично издржавали - пратиоце или телохранитеље под називом хускарли (енгл. huscarles).  У законику краља Ине од Весекса (689-726) стоји:
Ако племић са поседом избегава војну службу, платиће 120 шилинга и изгубиће земљу; племић без поседа платиће 60 шилинга; прост човек платиће казну од 30 шилинга за избегавање војне службе.

### Оружје и опрема
Општи позив чинили су пешаци наоружани копљем (ређе мачем) и дрвеним штитом, понекад превученим кожом. Племићи су носили верижну кошуљу и шлем. Они су имали коње, али су пред борбу сјахивали. Војска се постројавала у затворене (збијене) формације; краљ је са својом пратњом био у средини.